# デュケーヌ級重巡洋艦
| デュケーヌ級重巡洋艦     | デュケーヌ級重巡洋艦 |
| ------------------------ | --- |
| 写真は「トゥールヴィル」 | |
| 艦級概観                 | |
| 艦種                     | 重巡洋艦 |
| 艦名                     | 海軍軍人名 |
| 前級                     | なし |
| 次級                     | シュフラン級重巡洋艦 |
| 性能諸元                 | |
| 排水量                   | 基準：10,000トン、満載：12,200トン |
| 全長                     | 191.0m 185.0m(水線長) |
| 全幅                     | 19.0m |
| 吃水                     | 6.3m(基準時)、7.0m(満載時) |
| 機関                     | ギョ・ド・タンブル式重油専焼水管缶9基＋ラトー・ブルターニュ式ギヤードタービン4基4軸                                                                                             |
| 最大出力                 | 120,000ps |
| 最大速力                 | 33.75ノット |
| 航続距離                 | 15ノット/5,000海里 |
| 乗員                     | 605名 |
| 兵装                     | Model 1924 20.3cm(50口径)連装砲4基 Model 1922 7.5cm(50口径)単装高角砲8基 オチキス 37mm(50口径)連装機関砲4基 オチキス 13.2mm(76口径)連装機銃6基 55cm3連装魚雷発射管2基 搭載機4機 |

デュケーヌ級重巡洋艦は、フランス海軍の重巡洋艦の艦級である。

## 概要
1922年のワシントン海軍条約後に建造したフランス初の条約型巡洋艦である。設計や排水量、兵装などは他国の条約型重巡と比べ遜色のないものであったが、防御力に関しては装甲が脆弱（砲塔、司令塔、弾薬庫、舵取室に30mmの弾片防御のみ）である。しかし機関部は生存性を高めるため世界の重巡に先駆けてシフト配置を採用している。そのため前後に離れた煙突を持っている。1935年に空母に改装されることが計画されたが実現はしなかった。
第二次大戦緒戦ではインド洋にて護衛任務に従事していたが、フランス降伏時にはアレクサンドリアにあり英海軍により抑留されていた。後に自由フランス軍に参加しアメリカで改修され、ノルマンディー上陸作戦等に参加。1946年の第一次インドシナ戦争にも参加、出動している。

## 艦形

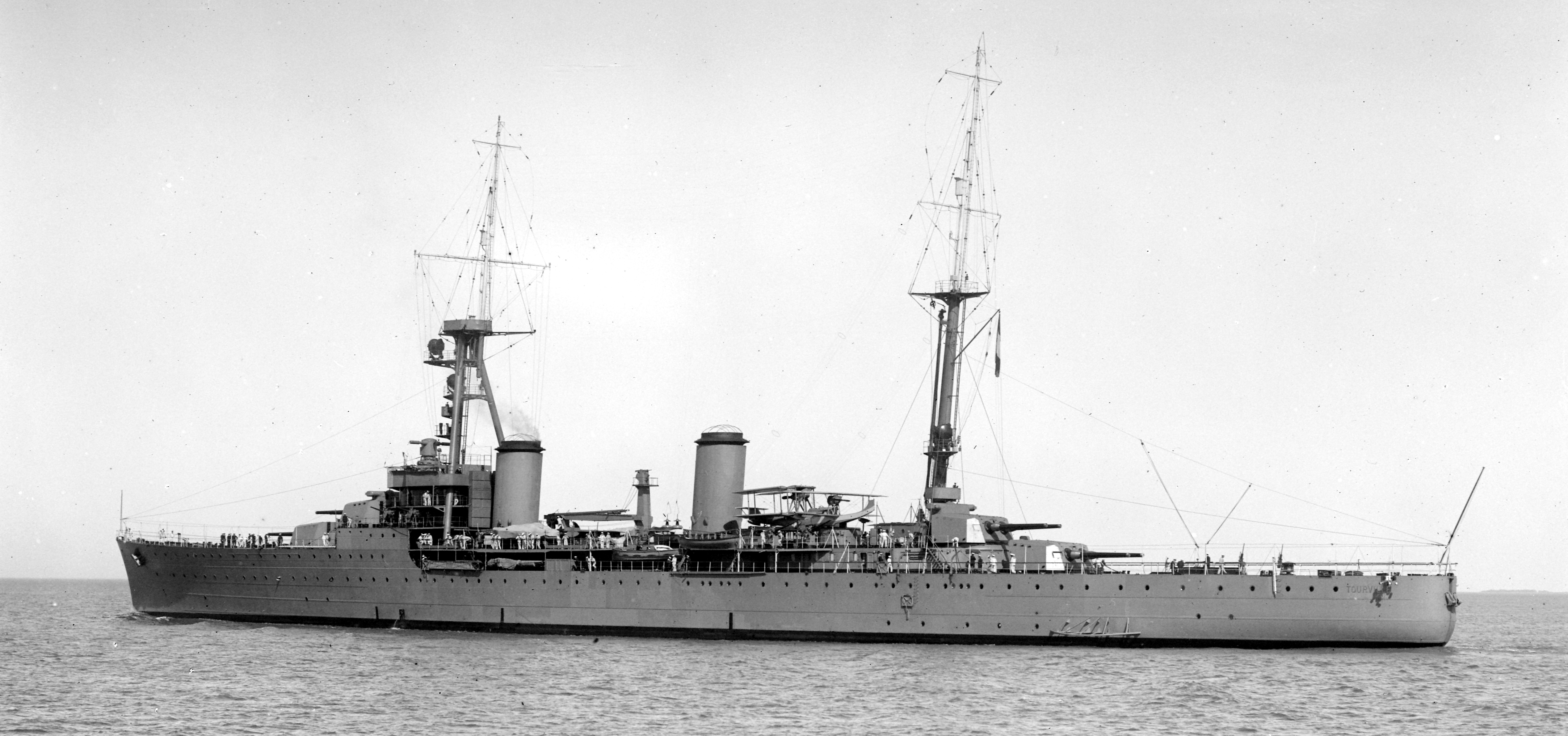
写真は「トゥールヴィル」。

船体形状はフランス近代巡洋艦で長らく主流になる艦首から艦橋部までが1段高い船首楼型船体を採用している。クリッパー型艦首から甲板までの乾舷は高い艦首から前向きに主砲塔2基を背負い式に配置、艦橋構造は箱型とし、その上に軽量な三脚型の前部マストが立つ。また、本型は「デュゲイ・トルーアン級」と同様に機関のシフト配置を採用しているために2本の煙突の間隔は前後に空いており、その間は艦載艇置き場となり、艦載艇用の揚収クレーンがある。二番煙突から後ろは簡便な単脚檣、後ろ向きに背負い式に主砲塔2基が配置された。

## 武装

1945年の「トゥールヴィル」のイラスト。レーダーを装備し、対空火器が増強されている

主砲は新設計の「1924年型 20,3cm（50口径）砲」を採用した。砲身は当時の最新技術であるＡ筒とライフル筒とを一緒となった自緊砲身を採用し、製造に逸早く成功した。砲の旋回・俯仰動力はフランス軍艦伝統の電動方式を採用したが、1927年に射撃方位盤が取り付けられ、方位盤管制による効果的な射撃が可能になった。装填は仰角10度から俯角5度の間で行われ、射程14,000mの間ならば仰角を変えずに連続速射が可能であった。
他に、備砲として「1922年型　7,5cm(60口径)高角砲」が採用された。この砲は長命で続く「シュフラン級」と戦利巡洋艦にも搭載された。他にはオチキス社製の37mm(50口径)連装機関砲4基と13.2mm(76口径)機銃が連装で6基が載せられた。

## 防御

本級の武装・装甲配置を示した図。

装甲重量はわずか430トンに過ぎない。舷側装甲は無きに等しく、甲板防御に30mmの装甲を張り、弾火薬庫や舵機室など主要防御部に「ボックス・シタデル」と呼ばれる30mm装甲板で舷側の広範囲を囲む軽防御方式を採っている。その代り、フランス軍艦伝統の対応防御方式を強化して、機関区画への縦隔壁と細分化された水密区画により水線下触雷時の浸水被害の局限化を図っていた。しかし、高い乾舷は荒天時の航海で横風をはらむ危険性を持っており、風の影響を受けやすかった。
就役後、艦隊側から防御の脆弱さが非難されたという。

## 機関
缶室・機関分離配置は第一次大戦前の装甲巡洋艦と同様である。主缶にはギョ・ド・タンプル式型重油専焼缶9基を採用し、主機関にはラトー・ブルターニュ式ギヤードタービンを組み合わせた。出力は120,000馬力。速力34ノットの計画であったが、公試では約33.2ノットしか発揮できなかった。常用できる速度としては最高31ノットであり、イタリア艦より優速とならないことは上述の防御性能と合わせて問題視された。
航続距離は15ノットで4500から5000海里程度であった。

## 艦歴
1935年以降、空母への改装がジョッフル級空母計画による廃案と同空母の建造中止による再開を挟んで1945年まで検討されたが、結局実現はしなかった。
就役以来、航空艤装の追加を除けば大きな改修を受けないまま第二次世界大戦を迎えた。緒戦ではインド洋にて護衛任務に従事していたが、フランス降伏時にはアレクサンドリアに入港していた。一時は帰属問題で英海軍と緊張関係にあったが交戦には至らず、燃料を降ろすなど非戦闘状態とする代わりにフランス乗員の管理下で停泊を続けた。1943年に自由フランス軍に参加しアメリカで改修され、ノルマンディー上陸作戦等に参加。1946年の第一次インドシナ戦争にも参加、出動している。

## 同型艦
- デュケーヌ 1928年12月6日就役。1955年除籍、解体。
- トゥールヴィル 1928年12月1日就役。1961年除籍。1963年解体。

## 参考図書
- 「世界の艦船増刊第50集　フランス巡洋艦史」（海人社）
- 「世界の艦船 1986年1月増刊号 近代巡洋艦史」（海人社）
- 「世界の艦船 2010年1月増刊号 近代巡洋艦史」（海人社）
- 「Conway All The World's Fightingships 1922-1946」（Conway）